# Tamarro
Pour les articles homonymes, voir Tamarro (homonymie).
 (janvier 2013).
Si vous disposez d'ouvrages ou d'articles de référence ou si vous connaissez des sites web de qualité traitant du thème abordé ici, merci de compléter l'article en donnant les références utiles à sa vérifiabilité et en les liant à la section « Notes et références ».
 (janvier 2013).
- Si vous ne connaissez pas le sujet, laissez ce bandeau (vous pouvez alors contacter les auteurs).
- Si vous supprimez le contenu mis en cause (vous pouvez préalablement contacter les auteurs),

argumentez précisément cette suppression dans la page de discussion
(un manque de référence n'est pas un argument ; une recherche réelle de référence doit avoir été effectuée, être formellement documentée).
Le tamarro est un animal imaginaire qui figure largement dans les mythologies pyrénéennes catalanes, et même au-delà puisqu'on retrouve la forme occitane tamarou ou tamarre dans l'Aubrac et l'Aveyron. En italien, tamarro désigne tout autre chose : une catégorie d’individus réputés de goûts et de comportements douteux.

## Origine
L'origine du nom est très obscure. En italien, tamarro est un terme sarcastique servant à désigner une personne hors normes, grossière, non estimable, et en particulier les jeunes gens qui suivent une mode vulgaire. Le mot viendrait de l'arabe tamario ou tamaro, vendeur de dattes,, personnage sujet à railleries ? Auquel cas, le sobriquet donné au naïf dont on se moque serait passé à l'animal imaginaire instrument de la mystification.
L'origine de l'animal mythique n'est pas connue, elle n'est certainement pas postérieuse à son équivalent franco-helvétique, le dahu. À l'exception de l'Andorre et du Pallars qui voient dans cet animal bien des aspects différents, la chasse au tamarro considérée comme un divertissement social aux dépens des nouveaux venus diffère peu sur le fond des autres régions d'Europe. Il existe peu de relations écrites de ce « jeu », qu'on peut considérer comme « moderne » (XIXe et XXe siècles).

## Caractéristiques

### Catalogne
Le tamarro est surtout attesté dans les traditions catalanes, allant de l'Andorre, la province de Lleida, au Pallars et à la Catalogne en général.
Dans la majorité des cas, le tamarro est l'équivalent pyrénéen du fameux dahu, un quadrupède également indéterminé dont les seules caractéristiques connues sont d'avoir deux pattes plus courtes d'un côté que de l'autre, ce qui lui permet de se déplacer facilement sur le flanc des montagnes, mais dans un seul sens. Le rôle de cet animal est d'amuser la collectivité aux dépens du nouveau venu ignorant. Prétexte à l'amusement général, la chasse au tamarro, qui revêt un cérémonial très élaboré dans certaines régions de Catalogne, joue aussi un rôle de rituel initiatique : la victime, une fois amenée à la réalité, fera partie des organisateurs à la prochaine occasion, marquant par là son intégration à la communauté… ou s'en exclura définitivement.
La chasse se pratique de nuit, avec des bâtons, des pierres heurtées entre elles pour rabattre l'animal, des sacs pour le capturer, l'impétrant est laissé toute la nuit dans la situation la plus inconfortable possible, tandis que le reste de la communauté va boire…
Le tamarro est un animal mythique dont il n'y a pas de description précise, laissant à chacun libre cours à son imagination. Cette incertitude est la base même de son « essence » dans certains contes : dans El Testament del Llop, un conte andorran recueilli, publié et illustré par Sergi Mas, le roi des animaux, un vieux loup, sentant sa fin prochaine, s'inquiète sur sa succession. De nombreux animaux rivaux sont prêts à s'entre-déchirer pour acquérir son trône. Il annonce alors qu'il a choisi pour successeur le tamarro, lequel arrivera un jour. Dans cette attente, après la mort du roi, les animaux se tiennent tranquilles.
En Andorre, le tamarro est l'animal mythique le plus typique et le plus convoité : il était censé avoir une grande valeur. Une représentation d'un tamarro a servi de mascotte aux Jeux des Petits États d'Europe de 1991. Il n'est pas doté des pattes dissymétriques qu'on lui attribue ailleurs. 
On disait à la victime, armée d'un sac pour l'attraper, que le tamarro allait sortir par le trou d'une meule de moulin. Après des heures d'attente, on faisait jaillir de l'eau par ce trou, arrosant copieusement le naïf. Le mot de tamarro est employé couramment pour parler de quelqu'un de naïf, innocent, niais : Mira que et faran agafar el tamarro, eh?. « On lui ferait chasser (à l'affût) le tamarro » : on lui ferait faire n'importe quoi, pour rire de lui.
Conformément à toutes les traditions populaires, on ne précise pas la véritable nature supposée de l’animal, chacun pouvant se forger la sienne (et contrairement à une tendance contemporaine de classifier les animaux fantastiques — voir dahu — en leur donnant un semblant d'existence pseudo-scientifique, il n'y a pas de tamarro dextrogyre ou lévogyre, ni de détails descriptifs et anatomiques.
Dans les randonnées en montagne, surtout la nuit, il est encore courant de parler aux néophytes de tamarros, qui seraient alors des petites bêtes extrêmement agressives, et qui rôderaient autour des tentes, le but étant de leur faire passer une nuit d'inquiétude.
Une fête du Tamarro a lieu tous les ans dans le village de Cellers (Castell de Mur, dans le Pallars Jussà).
L'Espot Tamarro Race est une course populaire de ski, dans le Pallars.

### Occitanie: Albigeois, Rouergue
En Rouergue, l’écrivain occitan Joan Bodon (Jean Boudou) a écrit La caça del tamarre (« la chasse au tamarre ») dans ses Contes dels Balssas. D’après Bodon, la chasse au tamarre se pratiquait la nuit, après le repas de noces, et permettait aux mariés de s’esquiver discrètement pendant que les jeunes s’amusaient aux dépens d’un naïf. 
D’autre part, le CORDAE-La Talvera[Quoi ?] a recueilli et publié des témoignages de tradition orale sur la caça al tamarre.